# Långflikad lobmätare
Långflikad lobmätare, Pterapherapteryx sexalata, är en fjärilsart som beskrevs av Anders Jahan Retzius 1783. Långflikad lobmätare ingår i släktet Pterapherapteryx och familjen mätare, Geometridae. Arten är reproducerande och har livskraftiga, LC, populationer i både Finland och Sverige. Inga underarter finns listade i Catalogue of Life.

## Bildgalleri

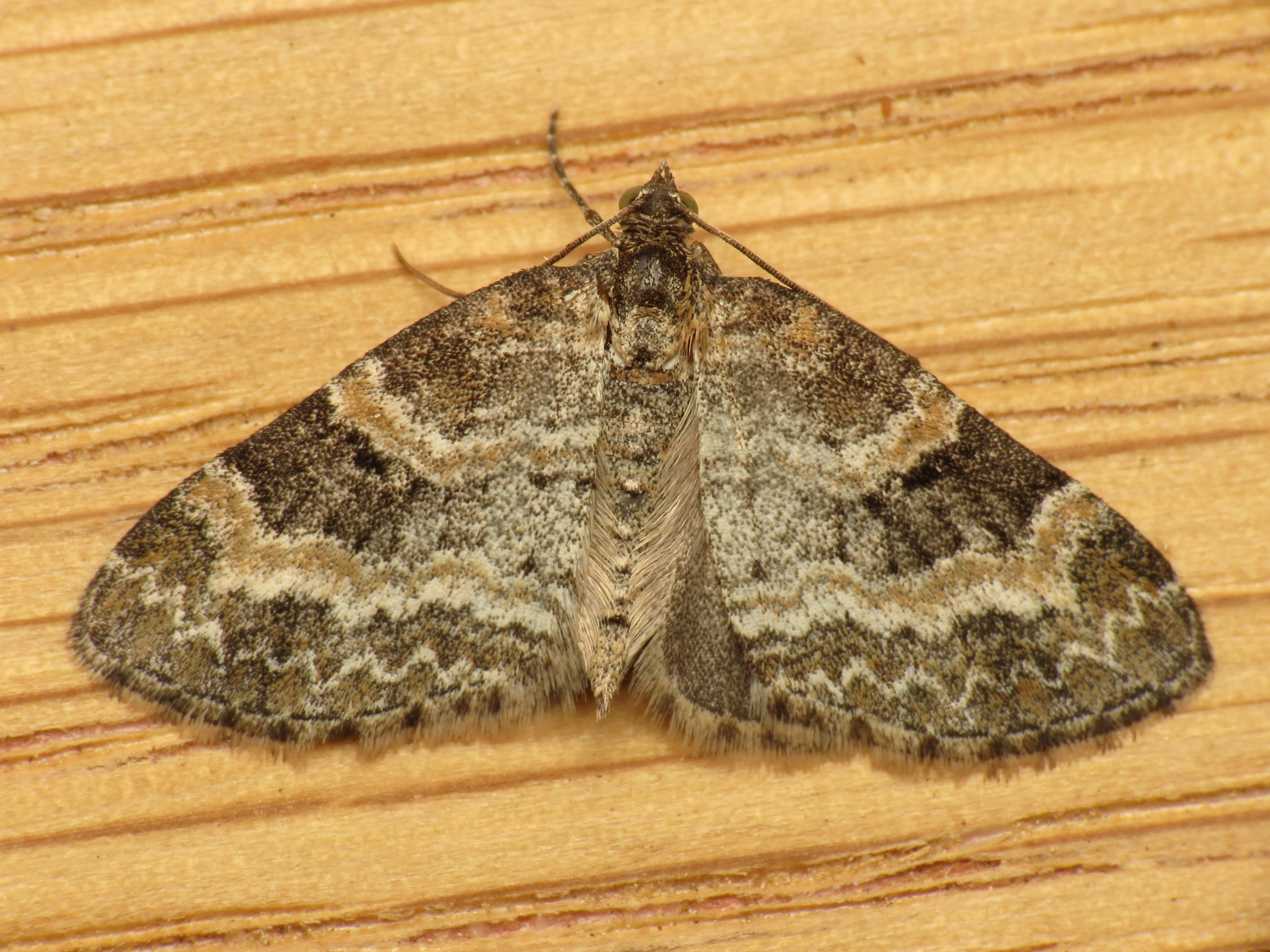
Imago fjäril.
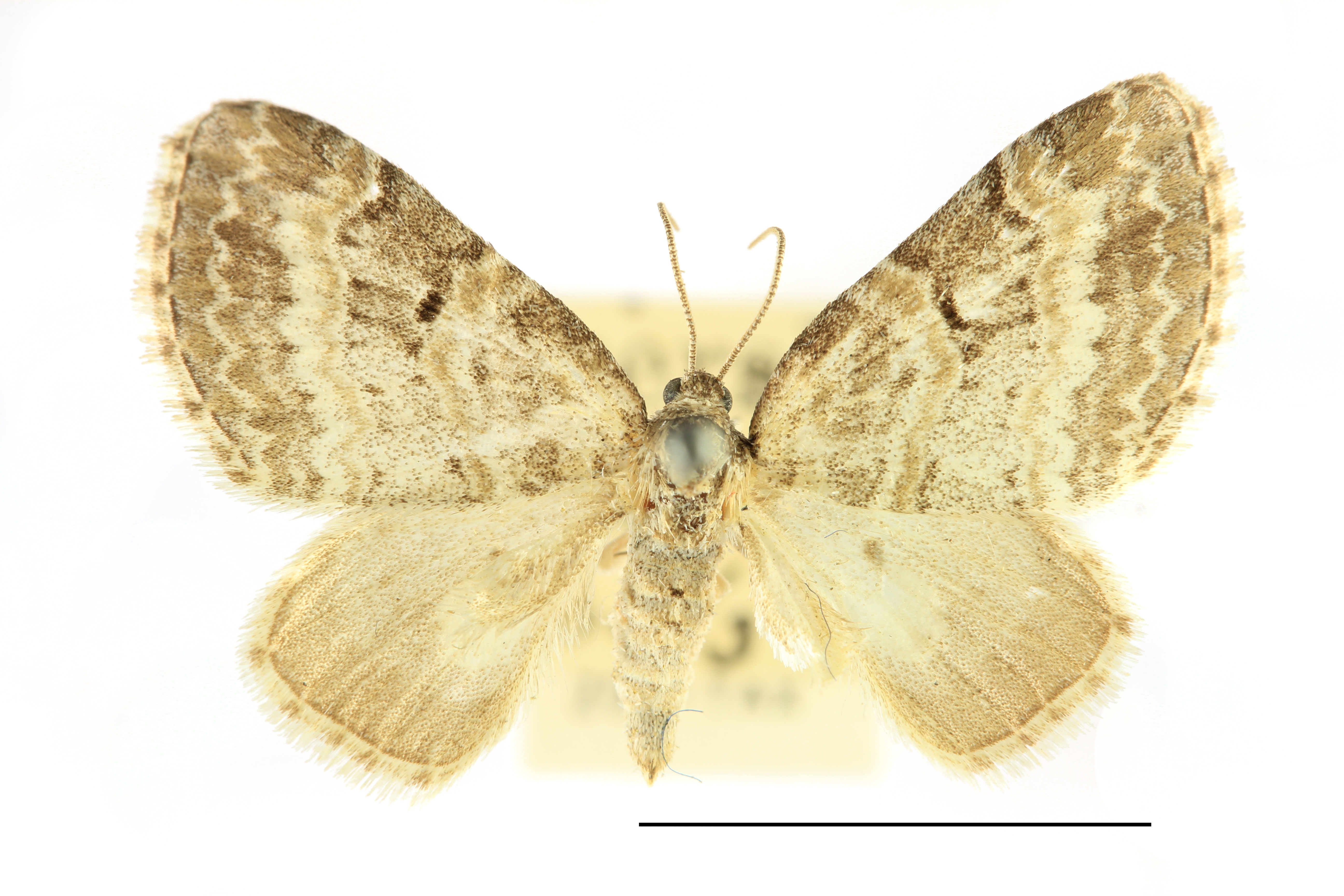
Preparerad (uppnålad) imago fjäril.